# Peter Del Vecho

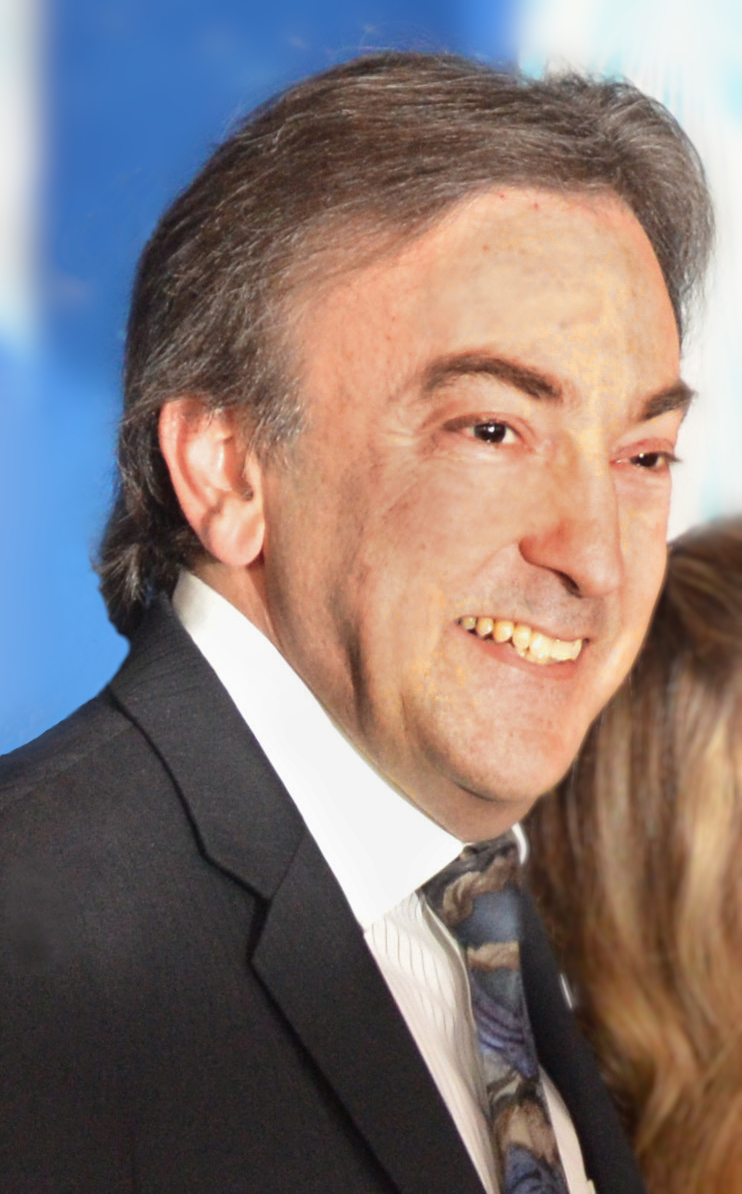
El productor Peter Del Vecho, en el estreno mundial de Frozen de Disney en el Teatro El Capitan, 2013.

Peter Del Vecho es un productor de los estudios Walt Disney Animation Studios. Ha producido las películas The Princess and the Frog, Winnie the Pooh y Frozen. También fue el productor asociado de Chicken Little y El planeta del tesoro.

## Filmografía
- 1997. Hércules. Director de producción
- 2002. El planeta del tesoro. Productor asociado
- 2005. Chicken Little. Productor asociado
- 2009. The Princess and the Frog. Productor
- 2011. Winnie the Pooh. Productor
- 2013. Frozen. Productor
- 2016. Moana. Productor
- 2021. Raya y el último dragón. Productor
- 2023. Wish: el poder de los deseos. Productor[1]

## Premios y distinciones
Premios Óscar
| Año  | Categoría                   | Película | Resultado |
| ---- | --------------------------- | -------- | --------- |
| 2014 | Mejor película de animación | Frozen   | Ganador   |